# 726 до н. е.

## Події
- 726 (5 рік Арістодема) – битва спартанців з месенцями [1].
- 726 (або 720) – початок правлінн фараона XXIV династії Бокхоріса, сина Тефнахта I.
- Асирійці завоювали держави Сам'аль і Куэ.
- 26 червня — повне сонячне затемнення. Спостерігалося в екваторіальній частині Південної Америки[2].
- 20 грудня — кільцеподібне сонячне затемнення. Спостерігалося в Північній Америці біля сучасного канадсько-американського кордону[3].